# خرس (فرهنگ همجنس‌گرایی)

پرچم افتخار جامعه خرس

خرس به فردی گفته می‌شود که با فرهنگ خرس، یکی از خرده‌فرهنگ‌های جامعه ال‌جی‌بی‌تی‌کیو، هویت‌یابی می‌کند. خرس‌ها معمولاً مردان همجنس‌گرا یا دوجنس‌گرا با جثه بزرگ (دارای اضافه‌ وزن) و بدنی پرمو هستند.
در اصطلاحات عامیانه ال‌جی‌بی‌تی‌کیو، واژه‌ی خرس همچنین به‌عنوان توصیفی خنثی برای مرد همجنس‌گرای بزرگ‌جثه و پرمو به‌کار می‌رود، که می‌توان آن را در تقابل با واژه‌ی توئینک قرار داد. فرهنگ خرس، بدن مردانه بزرگ و پرمو را ارزشمند می‌داند و نوعی مردانگی اصیل و «خاکی» را به نمایش می‌گذارد که بر رفاقت میان مردان همجنس‌گرا بیشتر از رقابت تأکید دارد. خرس‌ها یک خرده‌فرهنگ سازمان‌یافته و تثبیت‌شده هستند، با باشگاه‌های اجتماعی اختصاصی، رویدادها، بارها و رسانه‌های ویژه‌ی خود.
جنبش خرسی در دهه ۱۹۸۰ شکل گرفت، در واکنش به طردشدگی از فضاهای اصلی مردان همجنس‌گرا و معیارهای زیبایی مردانه‌ی غالب. این جنبش اغلب با رد فرهنگ همجنس‌گرای زن‌صفتی و جوان‌محور شناخته می‌شد. فرهنگ خرسی در طول زمان متنوع‌تر و پویاتر شده است و درون جامعه‌ی خرس‌ها همچنان بحث‌هایی درباره‌ی اینکه «خرس» بودن دقیقاً به چه معناست، جریان دارد. برخی خرس‌ها همچنان بر مردانگی سنتی تأکید دارند و ممکن است با ویژگی‌های زنانه برخورد منفی یا طردکننده داشته باشند، در حالی‌که دیگران پذیرش و شمول را از ارزش‌های اساسی این جامعه می‌دانند؛ از جمله پذیرش گسترده‌تر مردان ترنس و افراد نان‌باینری به‌عنوان خرس.

## ویژگی‌ها

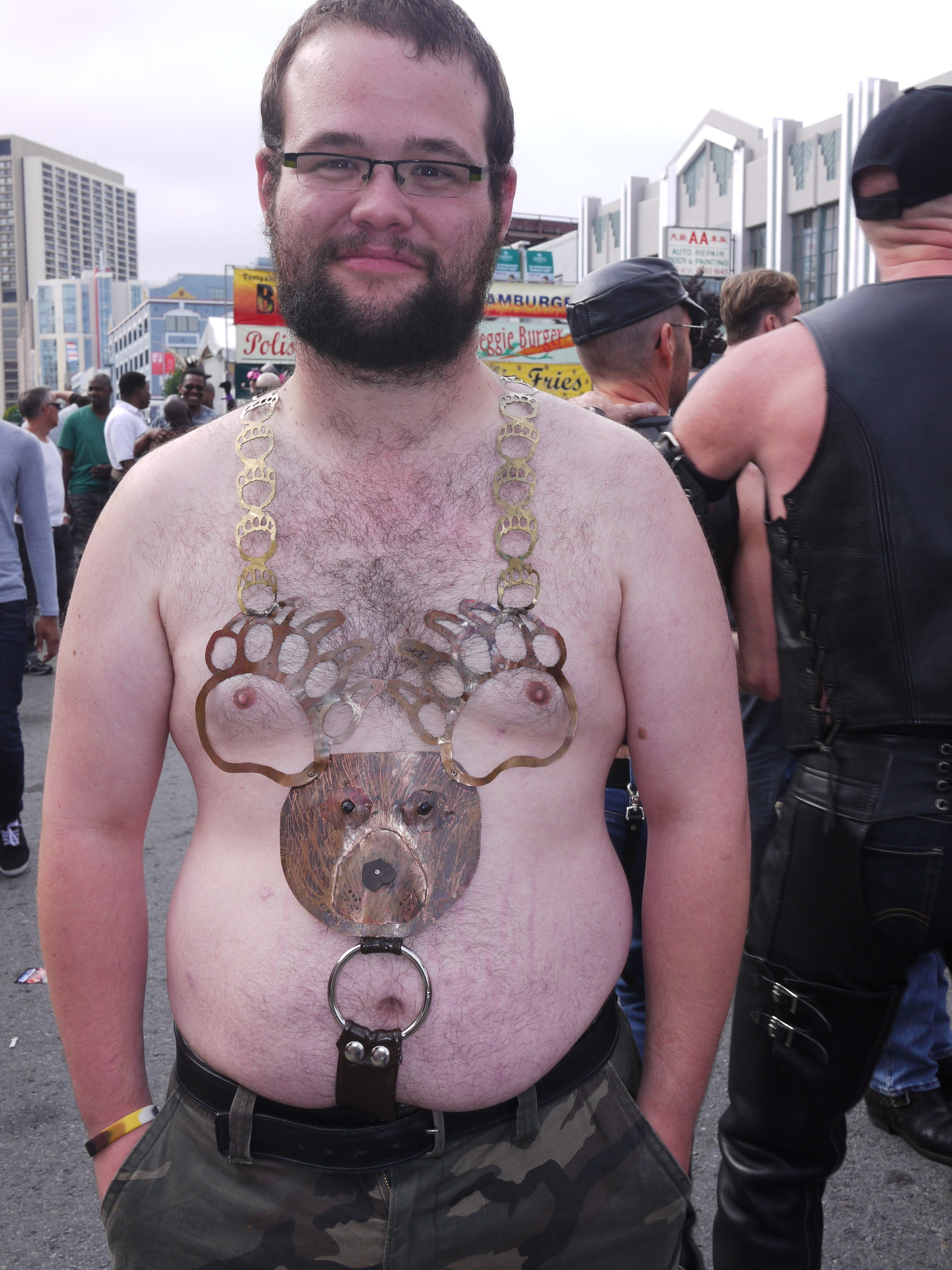
مردی با لباس خرس در نمایشگاه کوچه دوری ۲۰۱۱

جک فریتشر اشاره می‌کند که خرس‌ها «ویژگی‌های جنسی ثانویه‌ی مردانه» را گرامی می‌دارند: ریش، موی بدن، جثه‌ی متناسب، و طاسی.
اگرچه خرس‌ها معمولاً مردان سیس‌جندر بوده‌اند، اما از اواخر دهه ۲۰۰۰، مردان ترنس، افراد نان‌باینری با ظاهر مردانه، و زنان سیس‌جندر که خود را خرس می‌دانند، به‌طور گسترده‌تری در این فرهنگ به رسمیت شناخته شده‌اند. در سال ۲۰۲۵، مسابقه‌ی آقای خرس استرالیا در ملبورن استرالیا، اولین برنده‌ی ترنس خود را با نام جب مایی‌هی براون معرفی کرد؛ او یکی از دو شرکت‌کننده‌ی ترنس بود که برای نخستین‌بار موفق به کسب عنوان در رقابت‌های محلی مربوطه نیز شده بودند.

## اصطلاحات
- توله: خرسی که جوان است یا چهره‌ای جوان و هیکل کوچک‌تری نسبت به خرس‌ها دارد. این نام را معمولاً در مورد همسر یا شریک جنسی مفعول به‌کار می‌برند.
- بابایی: خرسی که معمولاً به دنبال توله (یا یک مرد جوان) برای ایجاد یک رابطهٔ عاطفی یا جنسی است.
- Ewok: به خرس ریز اندام و مسن می‌گویند.
- سمور آبی: به خرس باریک اندام و کم مو (فارغ از سن) سمور می‌گویند.
- شکارچی: کسی که شیفتهٔ خرس‌ها یا خیکی‌ها است.
- خیکی: مردان همجنسگرایی را که اضافه وزن یا چاقی مرضی دارند را خیکی می‌گویند. البته خیکی‌ها شاخهٔ فرهنگی ویژهٔ خود را در جامعهٔ همجنسگرایان دارند.
- تِدی: خرسی را که بسیار پشمالو است را تدی می‌نامند. تدی خرسه نام یک عروسک خرس بسیار معروف است.
- خرس عضلانی (ماهیچه‌ای): به خرسی که بدنی عضلانی دارد می‌گویند.
- اورسولا: به همجنسگرایان مؤنث که خرس محسوب می‌شوند، اورسولا می‌گویند.
- Goldilocks: این نام به زن دگرجنسگرایی که با خرس‌ها رابطهٔ خوبی دارد گفته می‌شود.
- خرس سیاه: به خرسی با نژاد سیاه‌پوست، خرس سیاه می‌گویند.
- پاندا (خرس پاندا): به خرسی با نژاد آسیایی پاندا می‌گویند.
- کوالا (خرس کوالا): به خرسی که اصالت استرالیایی دارد کوالا می‌گویند.
- خرس قطبی: به خرسی که مسن است و تمام یا قسمتی از موهایش خاکستری یا سفید است خرس قطبی می‌گویند.
- خرس گریزلی: به خرسی که جثهٔ بسیار درشتی دارد و وزنش نیز بسیار زیاد است خرس گریزلی می‌گویند.
- گرگ: به خرس لاغری که در رفتار خشن و پرمدعا و حاضرجواب است گرگ می‌گویند.
- گاو دریایی: به مرد همجنسگرای بی‌مو و بسیار چاق که جزو خرس‌ها محسوب می‌شود اما همانند آن‌ها نیست، گاو دریایی می‌گویند.